# Shafiqua Maloney
Shafiqua Maloney (27 febbraio 1999) è una velocista e mezzofondista sanvincentina.

## Biografia
Ha studiato per due anni presso la Southern Illinois University e nel 2018 si è trasferita presso l'Università dell'Arkansas.
Nel 2021, dopo aver fatto registrare il record nazionale sanvincentino negli 800 metri piani sia all'aperto che indoor, è stata portabandiera per Saint Vincent e Grenadine durante la cerimonia di apertura dei Giochi olimpici di Tokyo.

## Record nazionali
Seniores
- 800 metri piani: 2'02"54 ( Gainesville, 17 aprile 2021)[1]
- 800 metri piani indoor: 2'01"22 ( Fayetteville, 13 marzo 2021)[1]

Under 20
- Staffetta 4×400 metri: 3'48"24 (2018)[1]

## Progressione

### 400 metri piani
| Stagione | Tempo | Luogo          | Data      | Rank. Mond. |
| -------- | ----- | -------------- | --------- | ----------- |
| 2021     | 51"72 | Austin         | 27-3-2021 |             |
| 2019     | 54"05 | Fayetteville   | 10-5-2019 |             |
| 2018     | 53"19 | Terre Haute    | 13-5-2018 |             |
| 2017     | 54"25 | Wichita        | 14-5-2017 |             |
| 2016     | 56"34 | Saint George's | 26-3-2016 |             |
| 2015     | 56"97 | Basseterre     | 22-3-2015 |             |
| 2014     | 57"95 | Bird Rock      | 8-3-2014  |             |
| 2013     | 57"08 | Port of Spain  | 2-3-2013  |             |

### 400 metri piani indoor
| Stagione | Tempo | Luogo        | Data      | Rank. Mond. |
| -------- | ----- | ------------ | --------- | ----------- |
| 2020/21  | 52"51 | Fayetteville | 12-2-2021 |             |
| 2019/20  | 55"45 | Fayetteville | 1-2-2020  |             |
| 2018/19  | 57"58 | Fayetteville | 15-2-2019 |             |
| 2017/18  | 55"05 | Cedar Falls  | 25-2-2018 |             |
| 2016/17  | 56"08 | Cedar Falls  | 26-2-2017 |             |

### 800 metri piani
| Stagione | Tempo   | Luogo       | Data      | Rank. Mond. |
| -------- | ------- | ----------- | --------- | ----------- |
| 2021     | 2'02"54 | Gainesville | 17-4-2021 |             |

### 800 metri piani indoor
| Stagione | Tempo   | Luogo           | Data      | Rank. Mond. |
| -------- | ------- | --------------- | --------- | ----------- |
| 2020/21  | 2'01"22 | Fayetteville    | 13-3-2021 |             |
| 2019/20  | 2'08"19 | College Station | 29-2-2020 |             |

## Palmarès
| Anno | Manifestazione       | Sede         | Evento      | Risultato  | Prestazione | Note |
| ---- | -------------------- | ------------ | ----------- | ---------- | ----------- | ---- |
| 2016 | Mondiali U20         | Bydgoszcz    | 400 m piani | Batteria   | dns         |      |
| 2017 | Panamericani U20     | Trujillo     | 200 m piani | Batteria   | 25"09       |      |
| 2017 | Panamericani U20     | Trujillo     | 400 m piani | 8ª         | 55"92       |      |
| 2021 | Campionati NACAC U20 | San José     | 400 m piani | Argento    | 52"73       |      |
| 2021 | Campionati NACAC U20 | San José     | 800 m piani | Oro        | 2'08"13     |      |
| 2021 | Giochi olimpici      | Tokyo        | 800 m piani | Batteria   | 2'07"89     |      |
| 2022 | Mondiali             | Eugene       | 800 m piani | Batteria   | 2'03"00     |      |
| 2023 | Giochi CAC           | San Salvador | 800 m piani | Bronzo     | 2'04"98     |      |
| 2024 | Giochi olimpici      | Parigi       | 800 m piani | 4ª         | 1'57"66     |      |
| 2025 | Mondiali indoor      | Nanchino     | 800 m piani | Semifinale | 2'04"55     |      |

## Campionati nazionali
2021
- In finale fuori classifica ai campionati giamaicani assoluti, 800 m piani - 2'04"37